# James Eastland
James Oliver Eastland (28 novembre 1904 – 19 février 1986) est un avocat et homme politique américain, membre du Parti démocrate, sénateur du Mississippi au Congrès des États-Unis en 1941 puis de 1943 à 1978,.
James Eastland est connu pour sa longue carrière au Sénat, où il est le secrétaire inamovible du Comité judiciaire de 1956 à 1978, mais aussi pour son anticommunisme, son opposition au mouvement des droits civiques et sa défense de la ségrégation raciale dans les États sudistes.

## Biographie

### Débuts

#### Enfance
Eastland est né à Doddsville, fils de Woods Eastland, un planteur de coton.
Plusieurs mois auparavant, Woods avait orchestré le lynchage de Luther Holbert ainsi que de son épouse, qu'il avait accusé d'avoir tué son fils de 21 ans, nommé James; ils furent brulés vif en public, devant une foule de mille personnes. Il nomme le nouveau-né en son honneur,,.

#### Études
Entre 1922 et 1927, il entreprend des études universitaires à l'Université du Mississippi, à Vanderbilt et enfin à l'Université de l'Alabama.

### Carrière politique

#### Mandats inférieurs
Avocat et homme politique, il est élu représentant à la chambre basse du Mississippi où il siège de 1927 à 1932. Il est partisan du gouverneur populiste Theodore G. Bilbo.
Parallèlement, il développe la plantation familiale, qui atteint une superficie de 6 000 acres (24,28113852 kilomètres carrés) et récolte près de 100 000 US$ par an en subventions jusqu'à ce qu'un plafond de 50 000 US$ soit voté par le Congrès,.

### Sénateur des États-Unis
En 1941, il est nommé au Sénat des États-Unis pour succéder au sénateur Pat Harrison, mort en cours de mandat. Il ne se présente pas à l'élection spéciale qui suit dans l'année et attend 1942 pour postuler pour un mandat complet. Il est élu lors des primaires démocrates contre Wall Doxey (qui lui a succédé sur ce même siège). Il profite de ses bonnes relations avec le président Franklin Delano Roosevelt pour obtenir une augmentation de l'aide fédérale au Mississippi.
Eastland est réélu sénateur à 5 reprises. Bien que défenseur farouche de la ségrégation raciale et critique de sa Grande société, il est aussi très lié à Lyndon B. Johnson, qu'il continue à voir dans son ranch après son mandat présidentiel, ainsi qu'aux Kennedy. En 1966, pour la première fois il fait face à une concurrence sérieuse de la part du parti républicain, en la personne de Prentiss Walker, qui fait campagne largement à sa droite, mais est néanmoins réélu.
En 1955, il est nommé président de la commission judiciaire du Sénat, malgré l'opposition, menée par Herbert H. Lehman, causée par ses propos extrêmes, tenus au Sénat, sur le plan racial, contre la Cour suprême ainsi que sur d'autres sujets comme lorsqu'il décrit New York comme étant un état communiste, ses liens avec les Citizens' Councils lui étant également reprochés; cependant, lors du vote, les sénateurs choisissent de respecter la tradition d'ancienneté et choisissent Eastland pour diriger ce comité, Lehman et Wayne Morse étant les seuls à voter contre,,. Précédemment, il présidait la sous-commission sur les droits civiques, et n'avait organisé aucune réunion.
En 1967 il présida la commission parlementaire sur les émeutes urbaines.
En 1972, il est encore réélu avec 58 % des suffrages contre le républicain Gil Carmichael. Parallèlement, Eastland refuse de soutenir le démocrate George McGovern lors de l'élection présidentielle de 1972 mais apporte son soutien à Jimmy Carter en 1976.
Durant son dernier mandat de sénateur, Eastland est président pro tempore du Sénat des États-Unis, ce qui le place plusieurs fois dans une position élevée dans l'ordre de succession présidentielle des États-Unis.
En dépit de ses positions extrémistes, il reste apprécié par la majorité de ses collègues démocrates, notamment pour la manière dont il a présidé la commission judiciaire du Sénat, et tisse des liens personnels avec des progressistes comme Ted Kennedy, Joe Biden et Phil Hart,,. Il avait cependant utilisé son influence afin de faire nommer des ségrégationnistes à la magistrature fédérale tels que William Harold Cox et bloquait les propositions de lois relatives aux droits civiques.
Il modère même ses anciennes positions racistes notamment en embauchant des Mississippiens noirs dans l'équipe de la commission judiciaire du Sénat. En 1978, en vue de sa campagne de réélection, il reçoit même le soutien de Aaron Henry, président de la National Association for the Advancement of Colored People mais finalement il renonce à se présenter et éclate en sanglots après qu'Henry lui dit que son attitude était trop connotée auprès des noirs,.
Le siège est remporté par le républicain Thad Cochran. Il choisit de démissionner un jour avant la fin légale de son mandat afin de lui donner un jour d'ancienneté supplémentaire.

### Après la politique
Bien qu'il affirma ne rien regretter de ses positions passées, il devient un contributeur régulier de la NAACP.
Sa santé devenant de moins en moins bonne, il abandonne le whisky et le cigare et meurt en 1986 d'une pneumonie.
La bibliothèque de droit de l'université du Mississippi est baptisée en son honneur.

## Positions politiques

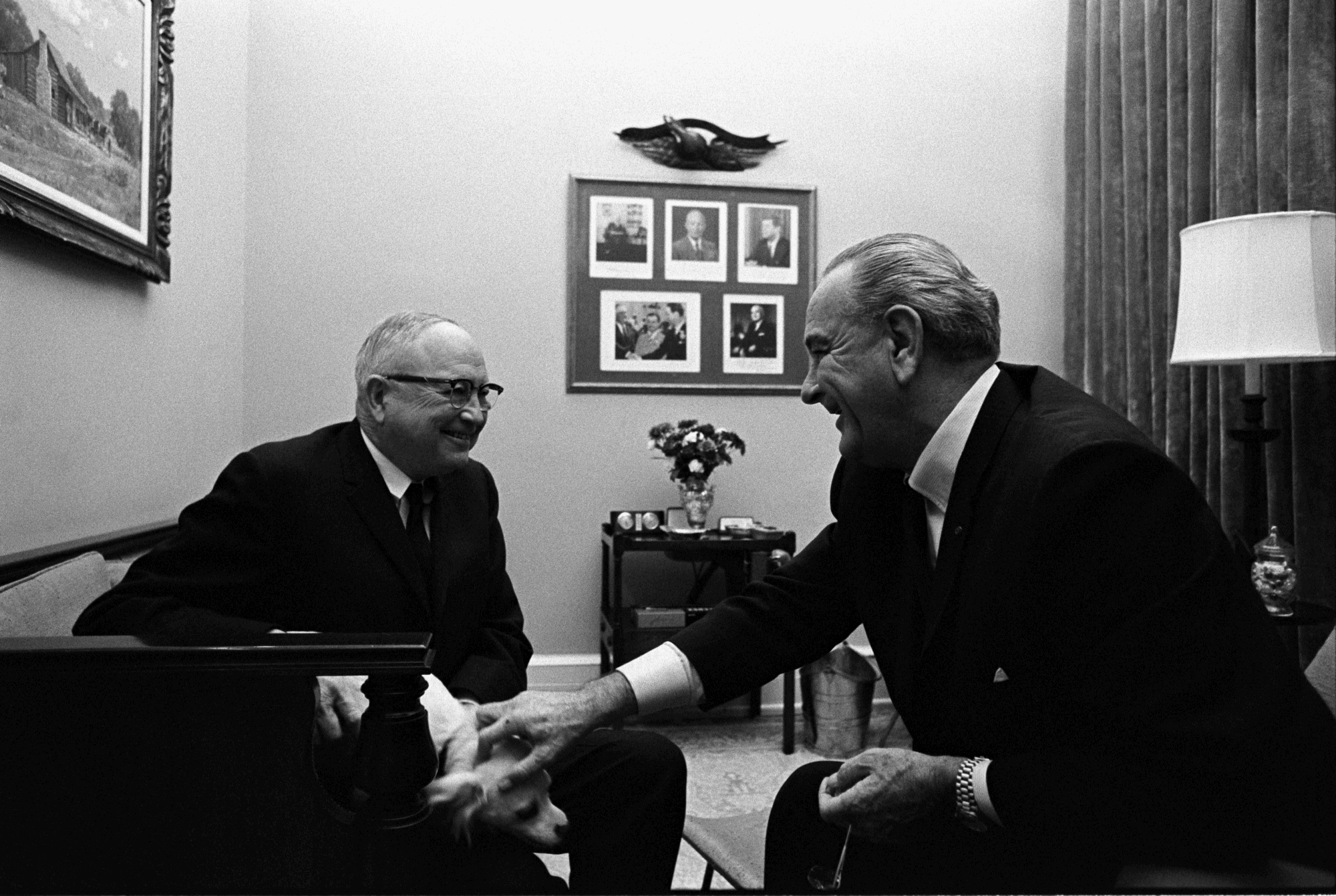
Eastland avec Lyndon B. Johnson dans le bureau ovale en 1968.

### Ségrégation et droits civiques
Comme on pouvait s'attendre de la part d'un démocrate du Mississippi de l'époque, Eastland, surnommé « la voix du Sud blanc », était un partisan sans complexe de la ségrégation et de la suprématie blanche,.
En 1944, lors du débat sur la FEPC, il affirma que les noirs appartenaient à une race inférieure; il répéta à plusieurs reprises ces accusations,,.
« I have no prejudice in my heart against any man because of his race, creed, or color. But, Mr. President, I go further than does the distinguished Senator from Arkansas. I am of the opinion that we should have segregation in all the States of the United States by law. What the people of this country must realize is that the white race is a superior race, and the Negro race is an inferior race. Social equality is growing in this country, and in addition to teaching the white race the importance of racial purity, we must prevent racial intermingling by law. »
« Je n'ai aucun préjugé dans mon cœur contre un homme à cause de sa race, de sa croyance ou de sa couleur. Mais, Monsieur le Président, je vais plus loin que le distingué sénateur de l'Arkansas. Je suis d'avis que nous devrions avoir la ségrégation dans tous les États des États-Unis par la loi. Ce que les gens de ce pays doivent comprendre, c'est que la race blanche est une race supérieure et que la race nègre est une race inférieure. L'égalité sociale se développe dans ce pays, et en plus d'enseigner à la race blanche l'importance de la pureté raciale, nous devons empêcher le mélange racial par la loi. »
L'année suivante, en plein Sénat, il affirma, en opposition à la Fair Employment Practice Committee, que les soldats noirs avaient mal servi, avaient été paresseux et qu'il violaient les femmes civiles en France, les comparant défavorablement aux occupants nazis, concluant sur l'infériorité de la race noire et la nécessité de la suprématie blanche pour sauver l'Amérique,,; ces propos lui attirèrent des critiques, y compris d'anciens combattants sudistes ayant combattu pendant la seconde guerre mondiale.
A une autre occasion, lors d'une discussion sur la capitation électorale et le vote des soldats, il affirma que les soldats blancs du sud avaient combattu pour la suprématie blanche et pour que le gouvernement fédéral ne s'implique pas dans le droit électoral des différents états: « Ces garçons combattent pour maintenir les droits des États. Ces garçons combattent pour maintenir la suprématie blanche ainsi que notre contrôle sur  notre mécanisme électoral »,.
L’arrêt Brown v. Board of Education fut l'une de ses cibles favorites, et il appela publiquement et plusieurs fois à désobéir à cette décision comme ici à Senatobia le 12 aout 1955 ,; il accusa la Cour suprême d'avoir été sous influence communiste lorsque cet arrêt fut rendu.
« On May 17, 1954, the Constitution of the United States was destroyed because of the Supreme Court's decision. You are not obliged to obey the decisions of any court which are plainly fraudulent sociological considerations. »
« Le 17 mai 1954, la constitution des États-Unis a été détruite à cause d'une décision de la Cour suprême. Vous n'avez aucune obligation d'obéir aux décisions d'une cour qui sont des considérations sociologiques aussi évidemment frauduleuses. »

De même, un an auparavant, le 27 mai 1954 il fit l'apologie de la ségrégation en plein Sénat, affirmant qu'il s'agissait d'une institution nécessaire à la paix publique et aux libertés individuelles,,,:
« The southern institution of racial segregation or racial separation was the correct, self-evident truth which arose from the chaos and confusion of the reconstruction period. Separation promotes racial harmony. It permits each race to follow its own pursuits, and its own civilization. [...] it is the law of nature, it is the law of God, that every race has both the right and the duty to perpetuate itself. All free men have the right to associate exclusively with members of their own race, free from governmental interference, if they so desire. Free men have the right to send their children to schools of their own choosing, free from governmental interference and to build up their own culture, free from governmental interference. »
« L'institution de la ségrégation raciale ou de la séparation raciale dans le Sud [est née] du chaos et de la confusion de la période de la Reconstruction. La séparation promeut l'harmonie raciale. Elle permet à chaque race de mener à bien ses propres activités, de suivre sa propre civilisation. [...] C'est la loi de la nature, c'est la loi de Dieu, que chaque race ait à la fois le droit et le devoir de se perpétuer. Tous les hommes libres ont le droit de s'associer exclusivement aux membres de leur propre race, libres de toute ingérence gouvernementale, s'ils le désirent. Les hommes libres ont le droit d'envoyer leurs enfants dans les écoles de leur choix, libres de toute ingérence gouvernementale, et de renforcer leur propre culture, libres de toute ingérence gouvernementale. »
Au cours du Boycott des bus de Montgomery, le 10 février 1956, il fit un discours contre le NAACP lors d'un meeting des conseils de citoyens dans cette ville devant un auditoire de 10 000 personnes; pendant ce temps, des tracts, d'auteurs inconnus, appelaient, dans une parodie de la Déclaration d’indépendance, à « abolir la race nègre,,,. »
Lors de l'affaire des meurtres de la Freedom Summer, avant que les cadavres aient été retrouvés, il affirma, au téléphone avec Lyndon Johnson, que les disparitions n'étaient qu'une manœuvre de communication,.
Il se vantait publiquement, devant des audiences au Mississippi, de s’être fait coudre des poches spéciales à ses costumes pour contenir la centaine de propositions de lois concernant les droits civiques qui passaient devant sa commission et qu'il ne voulait pas voir aboutir en son absence,.
Il soutenait la Rhodésie, dont il louait l'« harmonie raciale » qui selon lui manquait en Amérique, bien qu'il critiquait par endroit ce qu'il qualifiait de ségrégation insuffisante, se plaignant notamment qu'un hôtel de haut standing de Salisbury accepte des clients noirs,.
Il fut membre d'un comité du Pioneer Fund, une fondation eugénique, chargé de l'attribution de fonds à des chercheurs dans le domaine des liens entre intelligence et race.

### Anti-communisme
L'autre point majeur de sa carrière fut un anti-communisme intransigeant, qui souvent se mêlait d'opposition au mouvement des droits civiques, vu comme faisant partie d'une conspiration communiste,,. Eastland décrivait la Guerre froide comme une lutte entre les « civilisations orientales et occidentales » et une bataille entre « les hordes de l'Est et une civilisation occidentale de 2 000 ans. »
En 1945, il demanda à Truman de ne pas occuper brutalement l'Allemagne, afin d'en faire un bastion contre le communisme et évoquant "les mongols barbares paradant en conquérants dans les rues de la civilisation occidentale",. De même, il fit voter une loi facilitant l'exportation de coton au Japon afin de reconstruire son industrie textile.
En 1950, il appela à réarmer la RFA et à s'allier avec l'Espagne franquiste.
Ainsi, de 1955 jusqu'à sa dissolution, le United States Senate Subcommittee on Internal Security (en), chargé de traquer la subversion communiste intérieure, fut dirigé par Eastland.
Il accusa plusieurs membres de la Cour suprême d’être des sympathisants communistes, sur la base de décisions qu'ils ont rendu lors de cas concernant les époux Rosenberg ou bien la ségrégation.
Son opposition à l'accession d'Hawaï au rang d'état fédéré fut motivé par le fait qu'il considérait les principaux dirigeants comme étant des communistes ou des sympathisants, et que ses deux sénateurs seraient « contrôlés par Moscou », ce qui lui valut un accueil bien peu chaleureux lors d'une visite en 1956,.
Il était un proche d'Otto Otepka, chef de la sécurité du Département d'État des États-Unis chargé d'épurer l'administration des subversifs et qui fut renvoyé en 1963 pour avoir transmis des documents confidentiels à Eastland.